# A Story of Crime
A Story of Crime è un cortometraggio muto del 1914 diretto da C. Jay Williams. Prodotto dalla Edison e sceneggiato da Mark Swan, aveva come interpreti Arthur Housman, Elsie McLeod, Alice Washburn, William Wadsworth.

## Produzione
Il film fu prodotto dalla Edison Company.

## Distribuzione
Distribuito dalla General Film Company, il film - un cortometraggio in una bobina - uscì nelle sale cinematografiche degli Stati Uniti il 7 febbraio 1914.